# ジョン・マレー (第4代アソル公爵)

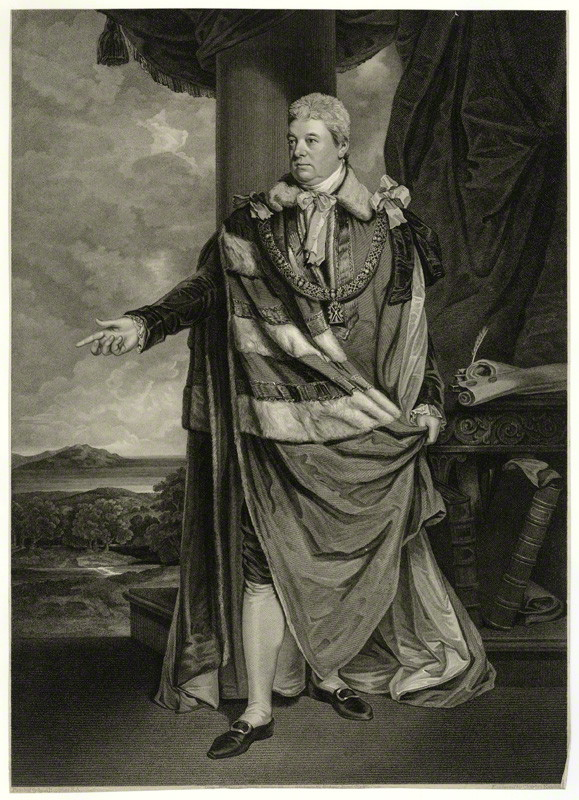
第4代アソル公爵ジョン・マレー

第4代アソル公爵ジョン・マレー（英語: John Murray, 4th Duke of Atholl, KT, PC, FRS、1755年6月30日 – 1830年9月29日）は、イギリスの貴族、政治家。
父が爵位を継承した1764年から自身が爵位を継承する1774年までタリバーディン侯爵(Marquess of Tullibardine)の儀礼称号を使用した。

## 経歴
1755年6月30日、トーリー党の政治家ジョン・マレー(初代アソル公爵ジョン・マレーの六男ジョージ・マレーの長男)とその妻シャーロット(第2代アソル公爵ジェイムズ・マレーの娘)の間の長男として生まれる。
1764年1月8日に第2代アソル公が死去した。アソル公爵位をはじめとする男系男子のみに継承される爵位は、甥にあたる父が継承した。一方女系継承が可能なストレンジ男爵は娘である母が継承した。
1774年11月5日に父が死去し、アソル公爵以下13個の爵位(すべてスコットランド貴族爵位)を継承した。
1775年から1781年と1791年から1812年までフリーメイソンのイングランド・古代派グランドロッジのグランドマスターを務めた。また1778年から1780年までスコットランド・グランドロッジのグランドマスターを務めた。
1780年11月に王立協会フェロー(FRS)となる。
1780年から1786年にかけてはスコットランド貴族の貴族代表議員としてイギリス貴族院に議席を保有した。1786年にはグレートブリテン貴族ストレンジ伯爵に叙されたため、以降アソル公爵家当主は自動的に貴族院議員に列することになった。
1794年から1830年にかけてパースシャー知事を務めた。1797年6月には枢密顧問官に列する。
1805年に母が死去し、第9代ストレンジ男爵位を継承した。
1830年9月29日にスコットランド・パースシャー・ダンケルドにある自邸の聖アダムナン・コテージで死去した。

## 栄典

### 爵位
- 1774年11月5日、第4代アソル公爵(1703年創設スコットランド貴族爵位)
- 1774年11月5日、第5代アソル侯爵(1676年創設スコットランド貴族爵位)
- 1774年11月5日、第4代ティリバーディン侯爵(1703年創設スコットランド貴族)
- 1774年11月5日、第7代タリバーディン伯爵(1628年創設スコットランド貴族爵位)
- 1774年11月5日、第6代アソル伯爵(1629年創設スコットランド貴族爵位)
- 1774年11月5日、第5代タリバーディン伯爵(1676年創設スコットランド貴族爵位)
- 1774年11月5日、第4代ストラステ及びストラスエーデル伯爵(1703年創設スコットランド貴族爵位)
- 1774年11月5日、第5代バルクヒダー子爵(1676年創設スコットランド貴族爵位)
- 1774年11月5日、第4代バルウィダー、グレナルモンド及びグレンライオン子爵(1703年創設スコットランド貴族)
- 1774年11月5日、第9代タリバーディンのマレー卿(1604年スコットランド貴族爵位)
- 1774年11月5日、第7代マレー、ガスク及びバルクヒダー卿(1628年創設スコットランド貴族爵位)
- 1774年11月5日、第5代マレー、バルバニー及びガスク卿(1676年創設スコットランド貴族爵位)
- 1774年11月5日、第4代カウンティ・オブ・ペースにおけるマレー、バルバニー及びガスク卿(1703年創設スコットランド貴族爵位)
- 1786年8月18日、初代ストレンジ伯爵(グレートブリテン貴族)
- 1786年8月18日、初代スタンリーのマレー男爵(グレートブリテン貴族爵位)
- 1805年10月13日、第9代ストレンジ男爵(1628年創設イングランド貴族爵位)[3]

### 勲章
- 1800年4月4日、シッスル勲章ナイト(KT)[3]

## 家族
1774年に第9代カスカート卿チャールズ・カスカートの娘ジェーンと結婚し、彼女との間に以下の5子を儲ける。
- 第1子(長女)アメリア・ソフィア・マレー(-1849) ： 第6代ストラザラン子爵（英語版）ジェイムズ・ドラモンドと結婚。
- 第2子(次女)エリザベス・マレー(-1846) ： エヴァン・グレゴール第2代準男爵と結婚。
- 第3子(三女)シャーロット・マレー(-1832) ： アダム・ドラモンドと結婚。
- 第4子(長男)ジョン・マレー(1778-1846) ： 第5代アソル公爵位を継承。
- 第5子(次男)ジェイムズ・マレー(1782-1837) ： 初代グレンライオン男爵に叙せられる

1794年に第16代フォーブス卿ジェイムズ・フォーブスの娘マーガレットと再婚。彼女との間に以下の2子儲ける。
- 第6子(四女)キャサリン・マレー (-1796)
- 第7子(三男)チャールズ・マレー (1799-1824)